# Мішметал
Мішмета́л (з нім. Mischmetall — суміш металів) — сплав суміші продуктів відновлення рідкісноземельних металів перед їх розділенням. Суміш складається з елементів церієвої групи і містить 40-60% Се (церій), 15-25% La (лантан), 15-17% Nd (неодим) і 8-10% ін. елементів: до 2% Fe(заліза) і 0,1-0,3% Si (кремнію).
Компоненти мішметалу отримують з мінералу під назвою монацит (також, ортит та ін.). У природі рідкісноземельні метали зустрічаються у вигляді  суміші їхніх сполук або у вигляді сполуки, до складу якої входить декілька рідкісноземельних металів, і через їхню велику хімічну схожість розділення окремих елементів було б дуже дорогою процедурою. Через складність розділення їх на окремі елементи, їх спочатку відділяють у так званий «змішаний» сплав, тобто мішметал.
Процентний розподіл рідкоземельних елементів у класичному мішметалі безпосередньо пов'язаний зі складом монациту в мінеральній формі. Він містить близько 45-52% церію, 20-27% лантану, 15-18% неодиму, 3-5% празеодиму, 1-3% самарію, тербію, ітрію та слідові кількості інших рідкоземельних металів. Через високий попит на неодим для отримання неодимових магнітів, а також через те, що самарій легше відокремити, у сучасному мішметалі зазвичай присутні лише рідкоземельні метали, такі як церій, лантан і частково празеодим. Через подібність хімічних властивостей рідкоземельних елементів у мішметалі існують значні відхилення у складі, які у сферах застосування мішметалу не є дуже суттєвими.

## Застосування
Мішметал використовується для отримання практично всіх рідкоземельних елементів. Це пояснюється тим, що такі елементи майже ідентичні в більшості хімічних процесів, а це означає, що звичайні процеси екстракції не відрізняють їх. 
Його найпоширеніше використання — у пірофорному фероцерієвому запалювальному пристрої «кремінь» багатьох запальничок та туристичних кресалах. Оскільки сплав лише рідкоземельних елементів був би занадто м’яким, щоб давати хороші іскри, його змішують з оксидом заліза та оксидом магнію, утворюючи твердіший матеріал, відомий як фероцерій. У хімічних формулах його зазвичай скорочують як Mm, наприклад, MmNi5.
Високоспеціалізовані процеси, такі як розроблені Карлом Ауером фон Вельсбахом, використовують тонкі відмінності в розчинності для розділення мішметалу на його складові елементи, причому кожен крок призводить лише до поступової зміни складу. Такі процеси пізніше допомогли 
Марії Кюрі в її пошуках нових елементів.
Використання мішметалу як модифікатора в ливарному виробництві не вимагає зміни процентного складу мішметалевого сплаву, оскільки всі металеві компоненти мають подібний ефект. Економічно доцільно використовувати його як легувальну добавку — як сплав для включення елементів, що містяться в ньому, в модифіковані металеві сплави. Мішметал церію застосовують для модифікування металів, у тому числі чавуну, що покращує механічні властивості чавуну, компенсуючи негативний вплив так званих заважаючих елементів на утворення графіту, змінюючи вміст графіту з пластівчастої форми на сфероїдальну (так звана сфероїдизація графіту в чавуні).
Як добавка у виробництві змішаної металургії, він зменшує негативний вплив оксидів заліза, зв'язує кисень, сірку та сприяє дегазації. Як модифікатор у сплаві, він покращує ливарність та краще відтворення лиття, а також підвищує корозійну стійкість залізо-хром-алюмінієвих сплавів, спричинену гарячими окислювальними газами. Рідкіснооземельні елементи додають у сталь різних сортів в основному у вигляді сплаву із залізом (фероцерій) або у вигляді мішметалу (49,5 — 65% Се, до 44% La, Pr, Nd, 4,5-5% Fe, 0,5% А1 та ін.) і у всіх випадках ця добавка працює як сильний розкиснювач, чудовий дегазатор і десульфатор — зменшує небажані оксиди заліза, зв'язує кисень і сірку, а також сприяє дегазації. У деяких випадках Лантаноїди використовують для легування легованої сталі. Хромонікелеві сталі важко піддаються прокатці, але додавання лише 0,03 % розплаву до таких сталей значно підвищує їх пластичність і полегшує різання та кування металу.
Залізо-мішметалеві сплави з вмістом заліза від 15% до 50% відомі як церій-залізо або під торговою назвою Auermetall, названою на честь австрійського хіміка Карла Ауера фон Вельсбаха. Він відкрив пірофорні властивості залізо-мішметалевих сплавів (запатентовано в 1903 році). 
Рідкісноземельні елементи також використовуються для введення до складу легких сплавів, таких як жароміцний алюмінієвий сплав, що містить 11% мішаного металу.
Завдяки добавкам церію, лантану, неодиму і празеодиму це дозволило більш ніж втричі підвищити температуру розм'якшення магнієвих сплавів, одночасно підвищивши їх корозійну стійкість. Згодом рідкоземельні магнієві сплави почали використовувати для виготовлення деталей надзвукових літаків, корпусів штучних супутників Землі та керованих снарядів. Церій і магній використовують для виготовлення пірофорних сплавів, які при терті утворюють іскру. Ці суміші використовуються для виготовлення трасуючих куль та снарядів —  на снаряд одягають насадку з пірофорного сплаву, а тертя об повітря діє як висікаючий іскру диск.
Мішметали використовуються як поглинач залишкових газів в електровакуумних приладах (гетер); в акумуляторах, що використовують гідриди металів; як пірофорний матеріал у піротехніці; як легуюча добавка при виготовленні сталей та інших сплавів.